# Kurkijärvi (sjö i Nyland, Finland)
Kurkijärvi är en sjö i Finland. Den ligger i kommunen Esbo i landskapet Nyland, i den södra delen av landet, 20 km nordväst om huvudstaden Helsingfors. Kurkijärvi ligger 75 meter över havet. I omgivningarna runt Kurkijärvi växer i huvudsak blandskog. Arean är 4,8 hektar och strandlinjen är 0,87 kilometer lång. Sjön  ingår i Finska vikens kustområde. 